# Idegen akcentus szindróma
Az idegen akcentus szindróma egy ritka betegség, melynek jellemző tünete, hogy a páciens anyanyelvén, de idegenes kiejtéssel kezd el beszélni, és ezt a változást nem az okozza, hogy egy olyan helyen élt, ahol átállhatott erre a fajta beszédmódra. 
Többnyire agyi érkatasztrófa okozza, de lehet az ok fejsérülés, migrén, de lehet fejlődési is. A tünetegyüttes a beszéd szabályozásáért felelős agyi terület károsodásával áll összefüggésben, de lehet neuropszichiátriai rendellenesség is..  Manapság ilyen tünetek agyvérzéses, vagy autóbalesetet szenvedett betegeken jelentkeznek.
A rendellenességet először 1907-ben azonosították,  1941 és 2009 között 62 esetet jegyeztek fel.
A rendellenesség orvosi magyarázata, hogy mivel a fejsérülés miatt a hangképzésért felelős agyrész károsul (nevezetesen, az artikulációs tervezés és koordinációs folyamat sérül), valamilyen szisztematikus változás következik be egyes hangok kiejtésénél. Ilyenkor megváltozik a kiejtett mássalhangzók hossza, a hangzók zengése és megváltoznak a különböző hangzók kiejtésére vonatkozó képességek is. Ezt érzékeli a környezet idegen akcentusként. Habár az újságcikkek megpróbálják meghatározni a földrajzilag legközelebbi kiejtést, a sérült nem kap újabb képességeket, így nem tud egy újabb idegen nyelvet használni vagy az eredeti akcentusával beszélni. 

## Tünetei
Az idegen akcentus szindróma orvosi szempontból egy beszédképzési zavar, a motoros afázia egy speciális esete, amelyben a beszédképzési zavart a beteg és a környezete is akcentusként éli meg, bár a páciensek ezt nem fogadják el rögtön, mivel ők beszédzavarként értékelik. Orvosilag képzetlen, de különböző nyelvjárásokban, akcentusokban járatos fül számára úgy hangzik, hogy a páciens a saját anyanyelvét más akcentus szerint beszéli. Például egy amerikai a délkeleti brit, vagy egy brit páciens a New Yorkban használatos kiejtést követi. Az Oxford Egyetem kutatói meghatározták a specifikus agyterületeket, melyek sérülése idegen akcentus szindrómát okoz, ami azt jelzi, hogy ezek a területek foglalkoznak a különböző nyelvi funkciókkal, és a károsodás érintheti a hanglejtést vagy az egyes szótagok kiejtését. Emiatt a nyelvi mintázatok nem meghatározható módon torzulnak. Egyes esetekben a mozgási funkciókat ellenőrző kisagy is érintett, ami arra utal, hogy a beszédminták változása mechanikus, nem pedig specifikus.
A tudósok azt is megállapították, hogy a brit páciensek legtöbbje francia, skót vagy holland, a japánok pedig koreai akcentussal kezdenek beszélni. A váratlanul jelentkező akcentus többnyire nincs összefüggésben azzal, milyen idegen nyelven beszél eredetileg a páciens. A rendellenesség legtöbbször a beszéd szegmenseit és prozódiáját érinti. A magánhangzók változása erőteljesebb, mint a mássalhangzóké. A változások közé tartozik a magánhangzók feszítettségének növekedése, a kettőshangzók egyszerűsítése egyszeres hangzókra, a képzés helyének előremozdulása (magasodás), és az emelkedés. Mind a rövidülést, mind a hosszabbodást tapasztalták. A mássalhangzók változásai közé tartoznak a képzés helyének, módjának, és a zöngésségnek a változása. Magasabb szinten az intonáció és a hangmagasság is megváltozik, a beszéd monotonná, vagy épp ellenkezőleg, éneklővé válik. A jelentésre és a pragmatikára ható hangsúly használata is nehézségekbe ütközik. Hangsúly időzítésű prozódiájú anyanyelvű páciensek hajlamosak szótagidőzítésre váltani. Ez lehet a magánhangzók hosszának megváltozása miatt, vagy a szavakhoz pluszban hozzáadódó magánhangzók miatt.
A megfigyelések szerint a betegek idővel leszoknak az idegen akcentusról, amint az agy egészséges része átveszi a sérült agyterületek által korábban ellátott funkciót. Az is lehetséges, hogy tovább súlyosbodik, hogyha az agy tovább pusztul. A betegség lehet időleges, ilyenkor általában csak néhány óráig tart, vagy tartós, ilyenkor az eredeti beszédmód visszanyerése nagyon hosszú és bonyolult folyamat. Hatásos kezelési mód egyelőre nincs a betegségre. A rendellenesség nem egy állandó zavar;
Az idegen akcentus szindrómának sok a hasonlósága a beszédapraxiával, ami egy másik motoros beszédzavar. Mivel hasonló sérülések okozzák a kettőt, azért az idegen akcentus szindróma a beszédapraxia enyhébb változata. Azonban idegen akcentus szindrómában több a kontroll a beszéd hiányosságai fölött, és ennek következményeként változik meg a kiejtésük. Mivel a két rendellenesség tüneteiben csak kevéssé különbözik, azért a hallgató benyomása sokat számít. A hallgatóknak ismerniük kell egy olyan akcentust, ami hasonló a páciens kiejtéséhez.
Az idegen akcentus érzékelése a hallgató részéről paraeidolia lehet. Ahogy Nick Miller, a Newcastle Egyetem mozgásos beszédrendellenességek professzora kifejtette: Az a benyomás, hogy a páciens idegen nyelven beszél, sokkal inkább a hallgató fülén, mint a beszélő száján múlik. Egyszerűen csak a beszéd ritmusa és kiejtése változott meg.

## Okai és felismerése
Az idegen akkcentus szindróma gyakoribb nőkben, mint férfiakban. Egy 112 alanyon végzett metaanalízisben 97% felnőtt volt, és 67% nő. A rendellenesség kezdete többnyire 25-49 éves korra tehető. Csak az esetek 12,5%-ában számolt be a páciens arról, hogy korábban találkozott az illető akcentussal.
A legtöbb eset agyi érkatasztrófa után kezdődik, de okozhatja trauma, daganat, és lehet fejlődési vagy pszichológiai rendellenesség következménye is. Az idegrendszeri károsodások többnyire a bal félteke supratentorialis részében következnek be, elsősorban a premotor kéregben, a motoros kéregben, a bazális ganglionokban vagy a Broca-régióban. Előfordulnak sérülések a kisagyban, ami az előbb felsorolt területekre vetül. A legtöbb páciensnek más beszéd-rendellenességei vannak, mint például mutizmus, afázia, dizartria, agrammatizmus, vagy beszédapraxia.
Habár a rendellenesség 1907 óta ismert, az idegen akcentus szindróma kifejezést csak 1982-ben vezették be. Az általa megadott diagnosztikai kritériumok: az egynyelvű páciens központi idegrendszerének úgy kell károsodnia, hogy az a beszédet is érintse, és a beszédet idegenszerűnek kell éreznie vagy saját magának, vagy a diagnosztizáló klinikusoknak. Ez utóbbi kritérium problémája, hogy szubjektív, így ritkán lehetett akusztikus fonetikai méréseket használni.
Ritkasága miatt a tünetek értékeléséhez és a szindróma diagnosztizálásához multidiszciplináris csapatra van szükség, beszéd-nyelv patológusokkal, neurolingvisztikusokkal, neurológusokkal, neuropszichológusokkal, pszichológusokkal.  2010-ben az idegen akcentus szindróma több típusa is ismert volt, fejlődési, neurogénikus, pszichogén és vegyes változatok. Az idegen akcentus szindróma neurogén, ha a központi idegrendszer sérülése okozza. A fejlődési forma gyerekeknél már nagyon mkorán megnyilvánul, amikor egy, a körmyezetüken nem használt akcentussal ejtik ki első szavaikat. Pszichogén, hogyha a szindrómát más rendellenességek, pszichiátriai vonások váltották ki. A vegyes formát is eredetileg agysérülést okozta, azonban akkora hatással van a páciensre, hogy beépül az önérzékelésbe és az identitásba, és a páciens a kiejtését hozzáigazítja az új identitáshoz.
A diagnózis még 2014-ben is érzékszervi benyomásokon alapul. Azonban az ok meghatározásához komplex vizsgálatra van szükség. Erre a korrekt terápiás tanácsadáshoz van szükség. Végeznek pszichológiai vizsgálatokat is, hogy kizárjanak pszichés rendellenességeket, amelyek hathatnak a beszédre. További teszteket végeznek az írás-olvasás, beszédértés vizsgálatára, hogy azonosítsák a többi fennálló rendellenességet is. A tünetek közé tartozik, hogy a nyelv vagy az állkapocs mozgása megváltozik, és ez okozza a beszéd változását is, így felvétel készül a beszédről a mintázatok vizsgálatára. Az agyat is vizsgálják különböző módszerekkel, mint MRI, CT, SPECT, PET, melyekkel szerkezet vagy működési károsodásokat keresnek a beszéd, illetve a beszéd ritmusát vagy dallamát ellenőrző területeken. Elektroenkefalográfiával elektrofiziológiai szintű zavarokat keresnek.
A kezelést intenzív beszédterápiával végzik. A módszerek közé tartozik a fonetikus hallás fejlesztése, a szájmozgások gyakorlása és tükör használata. Személyre szabott fejlesztéssel a páciensek negyedénél javulást lehet elérni.

## Lehetséges kezelési módok
Mivel ez egy ritka jelenség, azért a kezelésére még nem ismert túl sok módszer. Lehetséges kezelési módszerek a zenei képzés és a nyelvolvasás.
Christiner és Reiterer kutatásai arra mutattak rá, hogy akik rendszeresen zenélnek vagy énekelnek, azok könnyebben sajátítanak el más akcentusokat, mint a többi ember. Közülük is az énekesek a jobbak. Így az éneklés vagy a zenélés segíthet az eredeti ejtésmód visszaszerzésében.
Banks és társai vizsgálták a hallás, illetve a hallás és a látás szerepét az idegen akcentus használatában, ami segíthet a régi ejtésmód újratanulásában. A csapat előzetes feltevései ellenére a látás bevonása nem segített. Azonban a nyelvmozgások valós idejű megjelenítése elektromágneses artikulográfiával haékonyan segítette a nem anyanyelvi hangok tanulását.

## Története
A rendellenességet először Pierre Marie francia neurológus írta le 1907-ben. Egy másik korai esetet  Alois Pick német belgyógyász írt le egy Csehországban megjelent német nyelvű cikkben. Egy további eset 1941-ben történt, amikor egy fiatal nő,  Astrid L. fejsérülést szenvedett egy repesztől egy légi támadás során. Miután felépült, erős német akcentussal kezdett el beszélni, amiért norvég társai kerülni kezdték.

## Társadalom és kultúra
Az idegen akcentus szindróma különlegessége és ritkasága miatt gyakran megjelenik a médiában, az esetek bekerülnek a bulvársajtóba. Az okok között megtalálhatjuk az agy-ér katasztrófát, allergiás reakciót, fizikai sérülést, és migrént. 2008 októberében egy nő szerepelt az  Inside Editionben és a Discovery Health Channel által közvetített Mystery ER-ben. 2013 szeptemberében a  BBC egy egyórás dokumentumfilmet szentelt a Devonban élő Sarah Colwillnak, akinek erős migrénje kínai akcentust okozott. 2016-ban a texasi Lisa Alamia egy állkapocsműtét után brit akcentussal kezdett beszélni. Az indianai Ellen Spencert a  Snap Judgment amerikai rádióshow interjúvolta meg.
A Hart of Dixie amerikai tévésorozat 2. évadjának 12. részében a történet egyik szála Annabeth Nassról szól, akinek szerelme Oliver, akinek idegen akcentus szindrómája van.
George Michael brit énekes arról beszélt, hogy 2012-ben egy háromhetes kóma után délnyugati brit akcentussal beszélt egy ideig.

## Fordítás
Ez a szócikk részben vagy egészben  a   Foreign accent syndrome című angol Wikipédia-szócikk fordításán alapul.  Az eredeti cikk szerkesztőit annak laptörténete sorolja fel. Ez a jelzés csupán a megfogalmazás eredetét és a szerzői jogokat jelzi, nem szolgál a cikkben szereplő információk forrásmegjelöléseként.